# Махдія (вілаєт)
Махдія (араб. ولاية المهدية) — вілаєт Тунісу. Адміністративний центр — м. Махдія. Площа — 2 966 км². Населення — 386 600 осіб (2007).

## Географічне положення
Розташований в східній частині країни. На півночі межує з вілаєтами Монастір та Сус, на заході - з вілаєтом Кайруан, на півдні - з вілаєтом Сфакс. На сході омивається водами Середземного моря.

## Адміністративний поділ
Вілаєт Махдія ділиться на 11 округів:
- Бу Мердес (Bou Merdes)
- Шебба (Chebba)
- Шорбан (Chorbane)
- Ель-Джем (El Jem)
- Ес-Суассі (Essouassi)
- Гебіра (Hebira)
- Ксур-ес-Сеф (Ksour Essef)
- Махдія (Mahdia)
- Меллулеш (Melloulèche)
- Увлед-еш-Шемех (Ouled Chamekh)
- Сіді-Алюан (Sidi Alouane)

## Населені пункти
- Махдія
- Бу Мердес
- Шебба
- Шорбан
- Ель-Брадаа
- Ель-Джем
- Ес-Суассі
- Гебіра
- Гібун
- Керкер
- Ксур-ес-Сеф
- Меллулеш
- Увлед-еш-Шемех
- Режіш
- Сіді-Алюан

| Туніс | Це незавершена стаття з географії Тунісу. Ви можете допомогти проєкту, виправивши або дописавши її. |

1. ↑  Тунис. Справочная карта. Масштаб 1:1 000 000. Омск, Роскартография, 2004